# Heavy Tank TOG
Die Heavy Tank TOG I und Heavy Tank TOG II sind zwei schwere, jeweils nur als Prototyp gebaute, britische Durchbruchspanzer-Konzepte, die früh nach Beginn des Zweiten Weltkrieges zwischen 1940 und 1941 produziert wurden.
Diese enorm großen Fahrzeuge stellen aus heutiger Sicht einen Anachronismus dar, denn die Konstruktion erfolgte durch eine größere Gruppe von Entwicklern, die schon im Ersten Weltkrieg maßgeblich die Panzerentwicklung geprägt hatten und beauftragt waren, ein Fahrzeug für ein dem Ersten Weltkrieg gleiches Szenario zu entwickeln.
Das Kürzel TOG bedeutete deshalb auch „The Old Gang“ (englisch für Die alte Bande); also der Entwurf britischer Veteranen des Ersten Weltkrieges.

## Entwicklung
Der TOG wurde für ebensolche Gefechte wie 1914–1918 konstruiert; er sollte Hindernisse überwinden können und Bewegung in Stellungskriege mit breiten Schützengräben und schwerstem Feuer aller Art bringen.
Im Juli 1939 wurde im britischen Ordnance Department darüber diskutiert, was im Falle eines neuerlichen Krieges mit dem Deutschen Reich an Ausrüstung für die britischen Streitkräfte erforderlich wäre. Es gab einen intensiven Austausch mit Sir Albert Stern, der im Ersten Weltkrieg als Leiter des Tank Supply Department, für die Ausrüstung der britischen Panzertruppen verantwortlich gewesen war.
Nach Beginn des Krieges wurde Stern am 5. September damit beauftrag einen Ausschuss zu bilden, der sich mit den Anforderungen der Truppe und den Problemen des Panzerbaus beschäftigte. Hierfür versammelte er viele Fachleute, die schon im Ersten Weltkrieg an diesem Thema gearbeitet hatten.

## Technische Beschreibung

### TOG I bzw. TOG IA

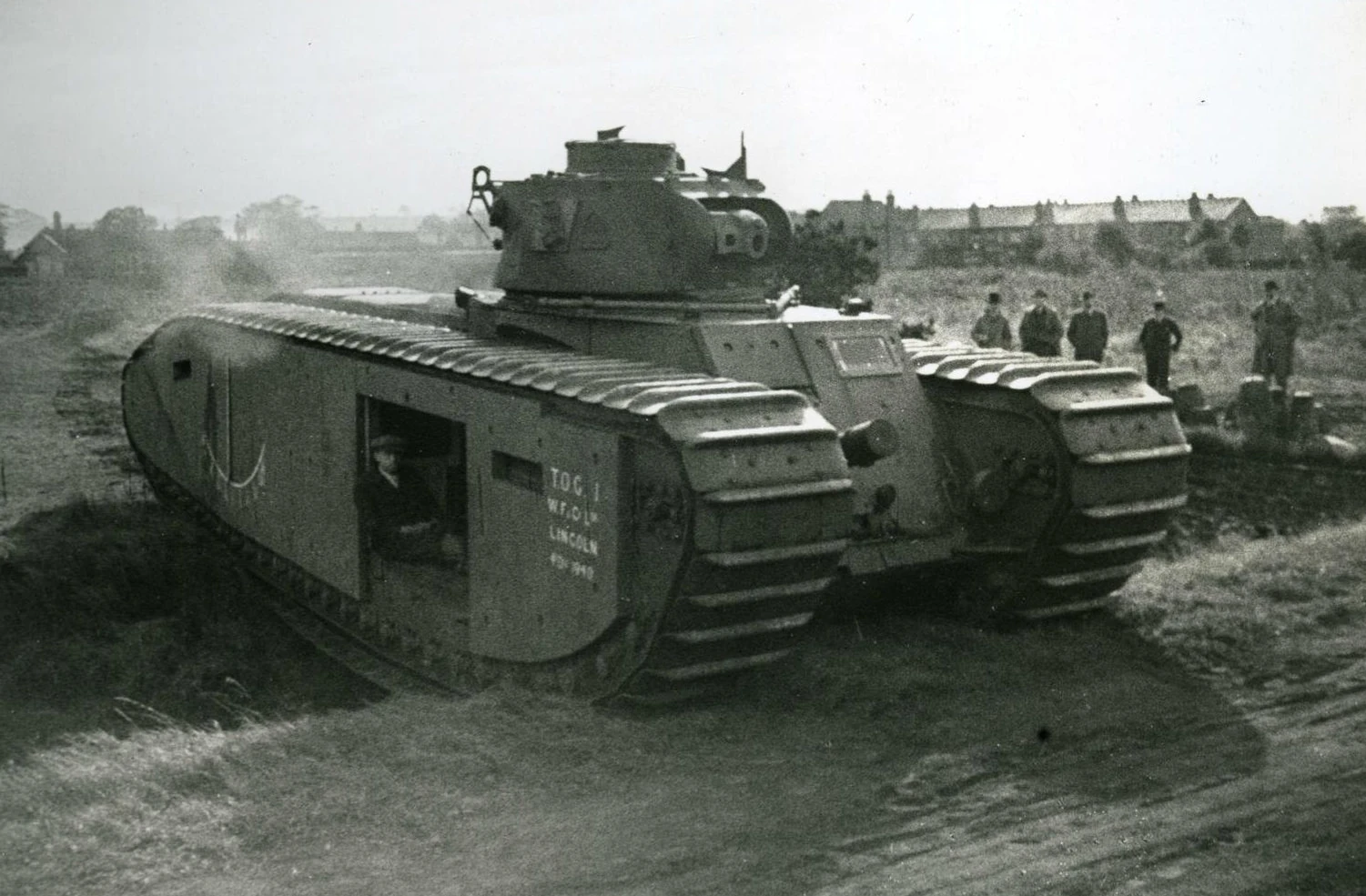
TOG I mit umlaufender Kette in der Erprobung

Das erste Fahrzeug, der TOG (später TOG I) erhielt den Turm des Matilda II mit einer 2-pdr-Kanone (Kaliber 40 mm). Die Entwicklung dieses Fahrzeugs begann im Februar 1940 und bis Oktober 1940 war der Prototyp fahrbereit montiert.
Mit der Konzeption eines aufgesetzten kleineren Gefechtsturms und einem nur nach vorne wirkenden Geschütz größeren Kalibers in der Fahrzeugwanne, wies das grundsätzliche Konzept sehr viel Ähnlichkeit mit dem französischen Char B1 - Entwurf auf. Auch wenn der TOG in seiner Masse deutlich größer ausgeführt war. Die sehr einfache Ausführung des Laufwerks mit ungefederten Laufrollen erlaubte nur eine äußerst geringe Geschwindigkeit, was jedoch bei den ursprünglich vorgegebenen Parametern, dem Durchbruch durch ein gegnerisches Stellungssystem in einer von Artilleriebeschuß schwer passierbar gemachten Landschaft, ein geringeres Problem dargestellt hätte.
Ähnlich wie die Infantry Tanks der britischen Streitkräfte sollten die schweren Durchbruchspanzer von Infanterie begleitet zum Einsatz kommen. Die Lehren und Erkenntnisse aus der neuen deutschen Blitzkriegs-Technik mit schnellen Panzerverbänden, die raumgreifende Bewegungen unter Luftunterstützung mit hoher Marschgeschwindigkeit durchführten, waren zu Beginn der Entwicklung der TOG - Modelle noch nicht gezogen worden, beziehungsweise bekannt.
Nach der ersten Erprobung wurden weitere grundsätzliche Veränderungen am Antrieb vorgenommen. Die massiven Veränderungen führten zur geänderten Bezeichnung TOG IA.

### TOG II bzw. TOG II*
Das zweite Fahrzeug, der TOG II, welches ab Juni 1940 entwickelt wurde, erhielt ein völlig neues Fahrwerk und wurde insbesondere viel flacher ausgeführt, als der TOG I.
Der erste Turm, der dem TOG II aufgesetzt wurde, war ein Versuchsturm mit einer Darstellung einer 6-pdr-Kanone (57-mm), der ohne Funktion war. Danach wurde der Turm eines nicht realisierten Projektes, dem TOG IIR, mit einer 77-mm-Kanone auf dem Fahrzeug montiert.
Mit der Umrüstung des Prototypen auf den neuen Stothert&Pitt-Turm, des später beim eingeführten Cruiser Tank Mk VIII Challenger Turm mit einer 17-pdr-Kanone (Kaliber 76,2 mm), wurde Anfang 1942 die Bezeichnung des Fahrzeugs auf TOG II* geändert.

### TOG IIR (Entwurf)
Der TOG IIR (TOG II Revised) wurde nie als Fahrzeug gebaut. Es war ein vorgeschlagener Entwurf bei dem die seitlichen Panzerkästen, die auch für die gebauten Modelle nicht gefertigt worden sind, vollständig weggelassen wurden, wodurch das Fahrzeug 1,83 Meter kürzer ausgeführt werden konnte. Auch sollten gemäß dieses Entwurfs für das Fahrwerk Drehstabfederungen verwendet werden. Der generelle Fortschritt mit anderen Projekten machte es sinnlos diese Konzept weiter zu verfolgen.
Die TOG waren neben dem ebenfalls sehr schweren Heavy Assault Tank Tortoise die schwersten britischen Panzerfahrzeug, die je gebaut wurde.

## Bewertung der Entwürfe
Die Entwürfe waren völlig überdimensioniert, groß, sperrig, schwer und mit einer Geschwindigkeit von maximal 15 km/h auch extrem langsam und unbeweglich. Die Fahreigenschaften können wegen der simplen Laufwerke ohne Weiteres als schlecht bezeichnet werden, und die fehleranfälligen Antriebslösungen machten einen Fronteinsatz undenkbar. Die große Gefährdung schwerer und langsamer Kampfwagen durch den Einsatz gegnerischer Kampfflugzeuge war zum Entwicklungszeitpunkt noch nicht vollständig erkannt worden.
Die zwar starke Panzerung der Fahrzeuge war praktisch überall senkrecht angeordnet, was angesichts der zunehmenden Leistungsfähigkeit von Panzerabwehrwaffen nachteilig war (eine geneigte Panzerplatte setzt dem horizontal auftreffenden Geschoss bei gleicher Dicke mehr Material in den Weg und begünstigt physikalisch ein Abprallen des Geschosses).
Die zunehmende Mobilität auch schwerer Artillerie ließ die Frage aufkommen, ob er denn tatsächlich gezieltem schwerem Artilleriefeuer hätte standhalten können. Während im Ersten Weltkrieg frontnah zumeist 7,5-cm-Feldartillerie im Einsatz war, stellte zu Beginn des Zweiten Weltkriegs das Kaliber 10,5 cm die neue Standardausrüstung dar, und weitreichende 15-cm-Kaliber-Geschütze waren bereits Teil der Divisionsartillerie.
Als nach völlig überholten Gesichtspunkten gebauter Panzer war er von keinerlei taktischem Nutzen für das Schlachtfeld des Zweiten Weltkrieges und damit unbrauchbar. Es wurden nur die beiden Prototypen gebaut, die niemals zum Einsatz kamen.

## Vergleich der Prototypen
Bezeichnung: Heavy Tank TOG
Klassifizierung: schwerer Panzer
| Technische Daten der Prototypen des TOG |                                                                                                  |                                                                                                  |                                                                                                  |
|                                         | TOG I                                                                                            | TOG II*                                                                                          |                                                                                                  |
| Allgemeine Eigenschaften                |                                                                                                  |                                                                                                  |                                                                                                  |
| Baujahr                                 | Bestellt im Jahr 1940, lief der Prototyp erstmals im März 1941                                   | Mai 1943                                                                                         |                                                                                                  |
| Hersteller                              | William Foster & Co. Ltd                                                                         | William Foster & Co. Ltd                                                                         | William Foster & Co. Ltd                                                                         |
| Stückzahl                               | 1                                                                                                | 1                                                                                                |                                                                                                  |
| Besatzung                               | 8 (Kommandant, Richtschütze, Ladeschütze, Fahrer, 4 MG-Schützen)                                 | 6 (Kommandant, Richtschütze, 2 Ladeschützen, Fahrer, Funker)                                     |                                                                                                  |
| Gewicht                                 | 64,6 t                                                                                           | 81,3 t                                                                                           |                                                                                                  |
| Turmgewicht                             | 6,05 t                                                                                           | 8 t                                                                                              |                                                                                                  |
| Länge                                   | 10,1 m                                                                                           | 10,13 m                                                                                          |                                                                                                  |
| Breite                                  | 3,1 m                                                                                            | 3,12 m                                                                                           |                                                                                                  |
| Höhe                                    | 3 m                                                                                              | 3,05 m                                                                                           |                                                                                                  |
| Federung                                | ungefedert                                                                                       | ungefedert                                                                                       |                                                                                                  |
| 0Bewaffnung                             |                                                                                                  |                                                                                                  |                                                                                                  |
| Hauptbewaffnung                         | 1 × 40-mm-Kanone (Ordnance QF 2-Pfünder)                                                         | 1 × 76,2-mm (Ordnance QF 17-Pfünder)                                                             |                                                                                                  |
| Sekundärbewaffnung                      | 1 × 75-mm-Kanone im Rumpf/Bug 4 × 7,7-mm-Vickers-Maschinengewehr                                 | 1 × 7,92-mm-Besa-Maschinengewehr                                                                 |                                                                                                  |
| Panzerung                               |                                                                                                  |                                                                                                  |                                                                                                  |
| Turmfront                               | 75 mm                                                                                            | 114 mm                                                                                           |                                                                                                  |
| Turmseiten                              | 75 mm                                                                                            | 76 mm                                                                                            |                                                                                                  |
| Turmheck                                | 75 mm                                                                                            | 53 mm                                                                                            |                                                                                                  |
| Turmdach                                | 20 mm                                                                                            | 30 mm                                                                                            |                                                                                                  |
| Wannenbug                               |                                                                                                  | 76 mm                                                                                            |                                                                                                  |
| Wannenseite                             |                                                                                                  | 76 mm                                                                                            |                                                                                                  |
| Wannenheck                              |                                                                                                  | 50 mm                                                                                            |                                                                                                  |
| Beweglichkeit                           |                                                                                                  |                                                                                                  |                                                                                                  |
| Motor                                   | Paxman-Ricardo 12TP, Zwölfzylinder-Viertakt-Dieselmotor (V-Motor, 60° Bankwinkel), wassergekühlt | Paxman-Ricardo 12TP, Zwölfzylinder-Viertakt-Dieselmotor (V-Motor, 60° Bankwinkel), wassergekühlt | Paxman-Ricardo 12TP, Zwölfzylinder-Viertakt-Dieselmotor (V-Motor, 60° Bankwinkel), wassergekühlt |
| Leistung                                | 447 kW (600 bhp) bei 1500−1                                                                      | 447 kW (600 bhp) bei 1500−1                                                                      | 447 kW (600 bhp) bei 1500−1                                                                      |
| Hubraum                                 | 58,66 l (Der Motor wog etwa 3 Tonnen)                                                            | 58,66 l (Der Motor wog etwa 3 Tonnen)                                                            | 58,66 l (Der Motor wog etwa 3 Tonnen)                                                            |
| Leistung/Gewicht                        | 9,42 PS/t                                                                                        | 7,48 PS/t                                                                                        |                                                                                                  |
| Höchstgeschwindigkeit                   |                                                                                                  | 13,7 km/h                                                                                        |                                                                                                  |
| Fahrbereich                             |                                                                                                  | 81 km                                                                                            |                                                                                                  |
| überschreitbare Grabenbreite            |                                                                                                  | 366 cm                                                                                           |                                                                                                  |

## Museale Rezeption
Der TOG IA wurde verschrottet, wohingegen die TOG II* im Panzermuseum Bovington, als Teil der Sammlung der britischen Panzertruppen-Schule, der Nachwelt erhalten ist.